# Douglas AC-47 Spooky
Douglas AC-47 Spooky (biệt danh "Puff, con Rồng ma thuật") là một loại máy bay gunship đầu tiên được phát triển cho Không quân Hoa Kỳ trong Chiến tranh Việt Nam.

## Quốc gia sử dụng

### Đang sử dụng
Colombia
- Không quân Colombia

 El Salvador
- Không quân El Salvador

### Từng sử dụng
Cộng hòa Khmer
- Không quân Quốc gia Khmer

 Indonesia
- Không quân Indonesia

 Lào
- Không quân Quân Giải phóng Nhân dân Lào

 Philippines
- Không quân Philippines

 Rhodesia
- Không quân Rhodesia

 Nam Phi
- Không quân Nam Phi

 Việt Nam
- Không quân Nhân dân Việt Nam

 Việt Nam Cộng Hòa
- Không lực Việt Nam Cộng hòa

 Hoa Kỳ
- Không quân Hoa Kỳ

 Thái Lan
- Lực lượng Vũ trang Hoàng gia Thái Lan

## Tính năng kỹ chiến thuật (AC-47)
Đặc điểm tổng quát
- Kíp lái: 8: pilot, copilot, navigator, flight engineer, loadmaster, 2 gunners and a South Vietnamese observer
- Chiều dài: 64 ft 5 in (19,6 m)
- Sải cánh: 95 ft 0 in (28,9 m)
- Chiều cao: 16 ft 11 in (5,2 m)
- Diện tích cánh: 987 ft² (91,7 m²)
- Trọng lượng rỗng: 18.080 lb (8.200 kg)
- Trọng lượng có tải: 33.000 lb (14.900 kg)
- Động cơ: 2 × Pratt & Whitney R-1830, 1.200 hp (895 kW)  mỗi chiếc

 Hiệu suất bay 
- Vận tốc cực đại: 200 kn (230 mph, 375 km/h)
- Vận tốc hành trình: 150 kn (175 mph, 280 km/h)
- Tầm bay: 1.890 nmi (2.175 mi, 3.500 km)
- Trần bay: 24.450 ft (7.450 m)
- Vận tốc lên cao: ft/phút (m/s)
- Tải trên cánh: 33,4 lb/ft² (162,5 kg/m²)
- Công suất/trọng lượng: 0,15 hp/lb (240 W/kg)

Trang bị vũ khí

- Súng: 

  - 3× minigun GAU-2/M134 7.62 mm General Electric hoặc
  - 10× súng máyBrowning AN/M2.30 in
- 48 × pháo sáng Mk 24